# Svarttorpasjön
Svarttorpasjön är en sjö i Jönköpings kommun i Småland och ingår i Motala ströms huvudavrinningsområde. Sjön har en area på 0,061 kvadratkilometer och ligger 233 meter över havet.

## Delavrinningsområde
Svarttorpasjön ingår i det delavrinningsområde (640897-141716) som SMHI kallar för Ovan Lillån. Medelhöjden är 243 meter över havet och ytan är 23,25 kvadratkilometer. Räknas de 34 delavrinningsområdena uppströms in blir den ackumulerade arean 363,5 kvadratkilometer. Delavrinningsområdets utflöde Motala Ström mynnar i havet. Delavrinningsområdet består mestadels av skog (43 %), öppen mark (11 %) och jordbruk (43 %). Avrinningsområdet har 0,12 kvadratkilometer vattenytor vilket ger avrinningsområdet en sjöprocent på 0,5 %.